# St. Leonhard (Zentbechhofen)

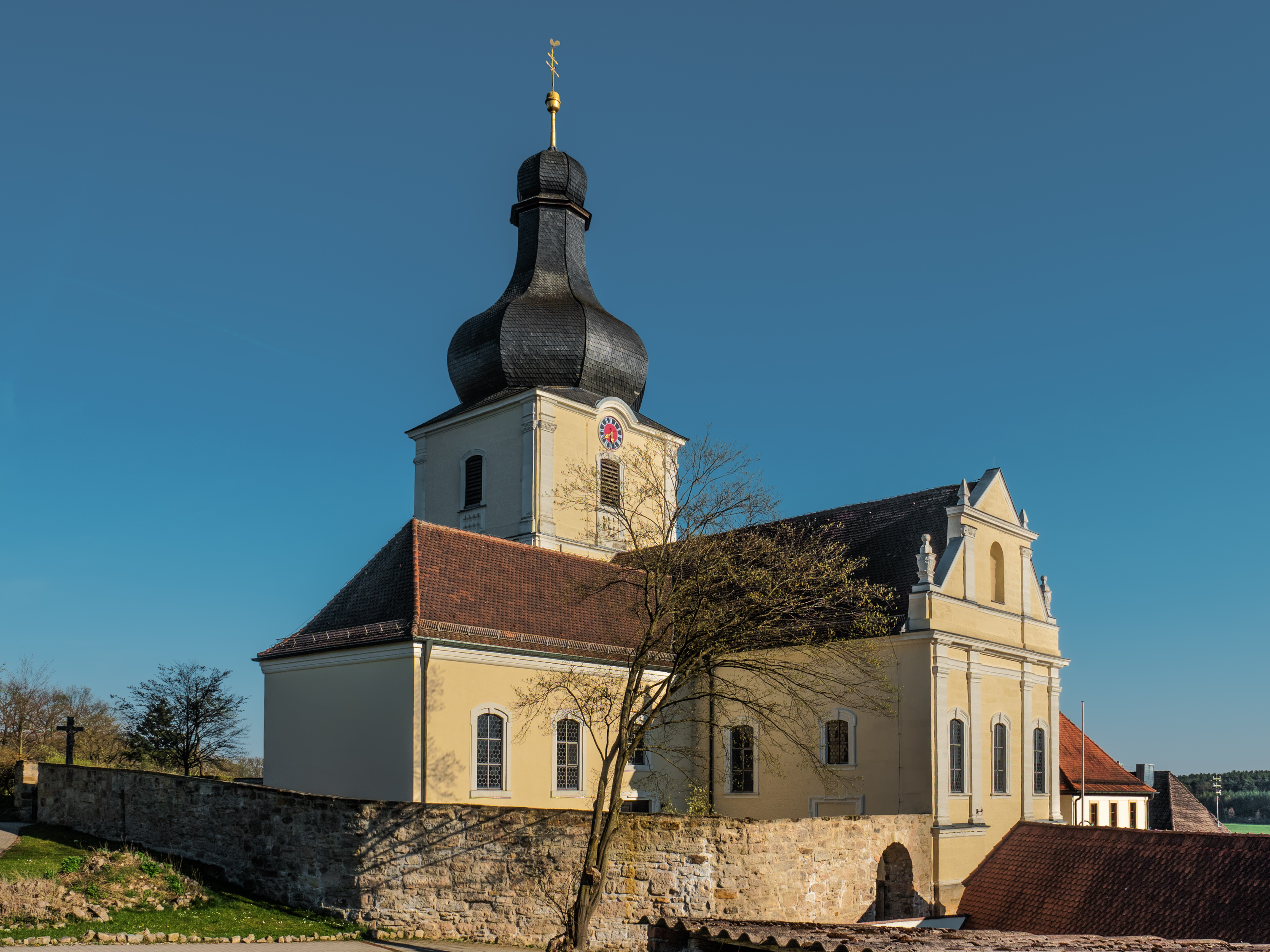
St. Leonhard (Zentbechhofen)

Die römisch-katholische, denkmalgeschützte Pfarrkirche St. Leonhard steht in Zentbechhofen, einem Gemeindeteil der Stadt Höchstadt an der Aisch im Landkreis Erlangen-Höchstadt (Mittelfranken, Bayern). Die Kirche ist unter der Denkmalnummer D-5-72-135-134 als Baudenkmal in der Bayerischen Denkmalliste eingetragen. Die Pfarrei gehört zum Seelsorgebereich Höchstadt im Dekanat Forchheim des Erzbistums Bamberg.

## Beschreibung
Der Chorturm und Teile des Langhauses stammen aus der zweiten Hälfte des 15. Jahrhunderts. Die übrigen Teile der Saalkirche wurden zunächst 1734/35 hinzugefügt. Die Fassade im Westen ist mit Pilastern gegliedert. Der Chorturm, dessen oberstes Geschoss die Turmuhr und den Glockenstuhl beherbergt, wurde mit einer schiefergedeckten Zwiebelhaube bedeckt. Erst 1972/74 wurde die Saalkirche durch ein Querschiff zur Kreuzkirche erweitert. 
Der Innenraum des Langhauses ist mit einem Spiegelgewölbe mit Deckenmalereien überspannt, der des Chors, d. h. das Erdgeschoss des Chorturms, mit einem Kreuzrippengewölbe. Zur Kirchenausstattung gehören ein Hochaltar von 1736, dessen Altarretabel sich zwischen sechs Säulen befindet, und eine Kanzel von 1743. 